# Brian Farrell
Brian Farrell (Dublino, 8 febbraio 1944) è un vescovo cattolico irlandese, dall'8 febbraio 2024 segretario emerito del Dicastero per la promozione dell'unità dei cristiani.

## Biografia
Brian Farrell è nato l'8 febbraio 1944 nella capitale Dublino, omonima arcidiocesi e provincia di Leinster, sulla costa orientale della Repubblica d'Irlanda; primogenito di quattro figli, suo fratello minore Kevin è in seguito divenuto vescovo, capo dicastero in Curia romana e cardinale.

### Formazione e ministero sacerdotale
Ha ricevuto l'istruzione primaria e poi quella secondaria alla Drimnagh Castle School, nell'omonimo sobborgo dublinese e sotto la guida dei Fratelli cristiani, studiando e parlando in irlandese. All'età di diciassette anni, nel 1961 è entrato nei Legionari di Cristo, congregazione fondata nel 1941 a Città del Messico da Marcial Maciel Degollado; sentendo maturare la vocazione al sacerdozio, poco dopo si è trasferito in Spagna, dove ha cominciato il noviziato ed ha frequentato la Pontificia università di Salamanca.
In seguito si è recato a Roma, dove ha studiato filosofia e teologia alla Pontificia Università Gregoriana ed alla Pontificia università "San Tommaso d'Aquino" fino al 1966, anno in cui si è spostato negli Stati Uniti d'America per proseguire la formazione. Rientrato brevemente in Italia, venticinquenne, è stato ordinato diacono, a Monticchio di Massa Lubrense, dall'arcivescovo Raffaele Pellecchia il 15 settembre 1969 ed ha ricevuto l'ordinazione sacerdotale il 26 novembre successivo, nella basilica di Nostra Signora di Guadalupe e San Filippo a Roma, per imposizione delle mani del cardinale Ildebrando Antoniutti, prefetto della Congregazione per i religiosi e gli istituti secolari; tra gli altri, insieme a lui è stato ordinato anche il compagno legionario e futuro arcivescovo Fernando Vérgez Alzaga. Suo fratello Kevin ha seguito lo stesso percorso pochi anni dopo.
Tornato in America, nel 1970 è divenuto direttore del noviziato dei Legionari di Cristo ad Orange, nello stato federato del Connecticut, per sei anni. Nel 1976 è tornato a studiare alla Gregoriana di Roma per un quinquennio, conseguendo il dottorato in teologia nel 1981 ed il 1º ottobre dello stesso anno ha iniziato il servizio nella Segreteria di Stato della Santa Sede; in tale veste si è occupato in particolar modo delle relazioni tra Santa Sede ed Irlanda, ad esempio quando nel 1985, in accordo con il futuro nunzio apostolico Giuseppe Lazzarotto, si è opposto alla legislazione per consentire la vendita di profilattici in Irlanda. Il 1º gennaio 1999 è stato promosso capo ufficio nella sezione per gli affari generali della Segreteria di Stato. È stato grande amico del cardinale Desmond Connell, arcivescovo metropolita di Dublino e accusato dell'insabbiamento di diversi casi di pedofilia nel clero irlandese.

### Ministero episcopale
Il 19 dicembre 2002 papa Giovanni Paolo II lo ha nominato, cinquantottenne, segretario del Pontificio consiglio per la promozione dell'unità dei cristiani assegnandogli al contempo la sede titolare di Abitine; è succeduto a Marc Ouellet, P.S.S., nominato arcivescovo metropolita di Québec il 15 novembre precedente. Ha ricevuto la consacrazione episcopale il 6 gennaio 2003, nella basilica di San Pietro in Vaticano, per imposizione delle mani dello stesso pontefice assistito dai co-consacranti futuri cardinali Leonardo Sandri, arcivescovo titolare di Cittanova e sostituto per gli affari generali della Segreteria di Stato, ed Antonio Maria Vegliò, arcivescovo titolare di Eclano e segretario della Congregazione per le Chiese orientali; insieme a lui sono stati consacrati altri undici vescovi, tra cui il futuro cardinale Angelo Amato. Contestualmente ha ricevuto anche l'incarico correlato di vicepresidente della Commissione per le relazioni religiose con gli ebrei. Suo fratello Kevin era stato nominato vescovo l'anno precedente.
Il giorno successivo, 7 gennaio, è stato ricevuto in udienza dal papa assieme agli altri nuovi vescovi, mentre il 3 aprile è stato nominato anche consultore della Congregazione per la dottrina della fede; è stato ricevuto nuovamente dal papa il 18 dicembre, assieme al cardinale Walter Kasper, presidente del dicastero.
Sempre nel 2003 ha scritto un articolo per il catalogo The Tension of Origin per la mostra dell'artista italiano Giovanni Bonaldi, impegnato nel dialogo ebraico-cristiano attraverso l'espressione artistica.
Nel 2004 è stato ricevuto da Giovanni Paolo II diverse volte: il 16 gennaio, il 2 aprile ed il 1º settembre.
Il 6 febbraio 2007 papa Benedetto XVI lo ha nominato membro del Pontificio comitato per i congressi eucaristici internazionali.
Il 12 dicembre 2009, alla presenza di circa 4.300 ospiti, Brian Farrell ha ordinato presbiteri 59 religiosi della Congregazione dei legionari di Cristo nella basilica di San Paolo fuori le mura.
Il 30 settembre 2010 è stato nominato tra i consiglieri del cardinale Velasio De Paolis, delegato pontificio per la Congregazione dei legionari di Cristo; è stato chiamato a svolgere questo ruolo insieme a mons. Mario Marchesi, al padre gesuita Gianfranco Ghirlanda e al padre giuseppino Agostino Montan. Il cardinale De Paolis ed i suoi quattro consiglieri lo hanno aiutato a svolgere i suoi doveri nella riorganizzazione della congregazione messicana. È stato lui, inoltre, ad annunciare che il visitatore apostolico al Regnum Christi, il movimento laicale associato ai Legionari di Cristo, sarebbe stato il cardinale Ricardo Blázquez Pérez, arcivescovo metropolita di Valladolid.
Il 19 febbraio 2014 papa Francesco lo ha confermato nel suo incarico di segretario del Pontificio consiglio per la promozione dell'unità dei cristiani, che il 5 giugno 2022 è stato denominato Dicastero per la promozione dell'unità dei cristiani. L'8 febbraio 2024, al compimento dell'80º anno di età, ha lasciato l'incarico; il 23 febbraio gli è succeduto l'arcivescovo Flavio Pace.
Durante un'intervista suo fratello Kevin Joseph Farrell, parlando di lui, ha scherzosamente detto: "Mio fratello è un vescovo. Mio fratello maggiore - ma sono diventato vescovo prima di lui... C'è ancora un po' di rivalità fraterna".

## Genealogia episcopale
La genealogia episcopale è:
- Cardinale Scipione Rebiba
- Cardinale Giulio Antonio Santori
- Cardinale Girolamo Bernerio, O.P.
- Arcivescovo Galeazzo Sanvitale
- Cardinale Ludovico Ludovisi
- Cardinale Luigi Caetani
- Cardinale Ulderico Carpegna
- Cardinale Paluzzo Paluzzi Altieri degli Albertoni
- Papa Benedetto XIII
- Papa Benedetto XIV
- Papa Clemente XIII
- Cardinale Enrico Benedetto Stuart
- Papa Leone XII
- Cardinale Chiarissimo Falconieri Mellini
- Cardinale Camillo Di Pietro
- Cardinale Mieczysław Halka Ledóchowski
- Cardinale Jan Maurycy Paweł Puzyna de Kosielsko
- Arcivescovo Józef Bilczewski
- Arcivescovo Bolesław Twardowski
- Arcivescovo Eugeniusz Baziak
- Papa Giovanni Paolo II
- Vescovo Brian Farrell